# Половцова, Варвара Николаевна
Варва́ра Никола́евна По́ловцова (в девичестве - Симановская; 1877, Москва, Российская империя — 29 декабря 1936, Брентфорд, Англия) — русская переводчица, автор исследовательских работ по ботанике. Первый в России философ-спинозист.

## Биография
Родилась в дворянской семье в Москве в 1877 году. Число и месяц рождения неизвестны.
В 1898 году, на курсах Петра Францевича Лесгафта познакомилась с Валерианом Половцовым, биологом и профессором Новороссийского университета. В следующем году она вышла за него замуж.
Первыми публикациями Половцовых были: перевод с французского книги Ж. Б. Ламарка «Анализ сознательной деятельности человека», переводы работ Отто Шмейля «Человек. Основы учения о человеке и его здоровье» и «Животные. Основы учения о жизни и строении животных» и сочинение «Ботанические весенние прогулки в окрестностях Петербурга», опубликованные в период с 1900 по 1904 годы. По словам Б. Е. Райкова, материалы из последнего учения вошли в состав многих советских учебников по ботанике.
Первой самостоятельной публикацией В. Н. Половцовой стала статья «Половой вопрос в жизни ребёнка». Половцова предлагала ввести объяснение полового вопроса в школьную программу по естествознанию, что по тем временам выглядело более чем смелой инициативой. Совместно с мужем они написали главу «Половой вопрос в школе» для печатного издания курса лекций В. В. Половцова «Основы общей методики естествознания».
В возрасте примерно 25 лет Половцова отправляется в Германию, где в течение трёх семестров изучает естественные науки в университете Гейдельберга. В мае 1905 года подает прошение о стажировке в университете Тюбингена.
Вскоре Половцова переехала в Бонн, где проучилась 5 семестров на философском факультете местного университета и 20 января 1909 года получила ученую степень доктора, защитив диссертацию на тему: «Исследования в области явлений раздражимости у цветов».
Первой философской публикацией Половцовой являлась рецензия «По поводу автобиографии Фридриха Ницше», опубликованной в 1909 году и являвшейся комментарием к сочинению Ницше "Ессе Homo".
В 1910 году выходит русское издание лекций Бенно Эрдманна «Научные гипотезы о душе и теле». В редакторском Предисловии к книге Эрдманна она именует его «моим глубокоуважаемым учителем».
После публикации работы Эрдманна Половцова начала писать работы о Бенедикте Спинозе. В своей книге о его философии, в последнем разделе, Варвара рассуждает над интерпретациями учения Спинозы в духе «психофизического параллелизма». Она категорически отвергает их правомерность. Первыми её печатными работами, посвящёнными спинозовской тематике, станут заметки на книгу католического священника Станислауса фон Дунин-Борковского «Молодой де Спиноза. Жизнь и развитие в свете мировой философии». Одна заметка вышла в «Вопросах философии и психологии», другая годом позже в журнале «Historische Zeitschrift».
Её труды были высоко оценены Львом Михайловичем Лопатиным, который порекомендовал её к избранию в действительные члены Московского психологического общества.
С сентября 1915 года Половцова активно печаталась в журнале «Трудовая помощь». Год спустя становится секретарём журнала.

Пыталась переехать в Англию, но из-за подозрений в симпатии к большевизму её предложение было отклонено. Она писала об этом Чарльзу Скотту, редактору "Манчестер Гардиан":
...из-за того, что меня здесь подозревают в симпатиях к большевизму. Вы знаете, что это не так, но ещё менее [чем большевики] мне симпатичны наши реакционеры, с их военной интервенцией и блокадой; [британское] военное ведомство не простит мне этого криминала.
В декабре 1923 года Половцова становится представителем Российского Красного Креста в Великобритании.
Умерла 29 декабря 1936 года в возрасте 61 года. На момент смерти проживала в городе Брентфорд. Точное место похорон неизвестно.